# 피아노 삼중주 3번 (베토벤)
《피아노 삼중주 3번 다단조, 작품 번호 1-3》은 루트비히 판 베토벤에 의해 쓰인 피아노 삼중주, 세 개의 삼중주로 이루어진 작품 번호 1 세트의 세 번째 작품이다. 
참고로, 베토벤의 열두 개의 피아노 삼중주의 장르 일련번호는 표준화되어 있지 않으며, 다른 출처에서는 이 작품의 장르 일련번호가 3번이 아닌 다른 번호를 갖거나 주어지지 않았을 수도 있다.

## 개요
"세 개의 피아노 삼중주, 작품 번호 1" 중에서 《1번》은 1793년에서 1794년에 걸쳐 쓰이고, 《2번》과  《3번》은 1794년에서 1795년에 걸쳐 쓰였다. 그리고 세 개의 모든 삼중주의 헌정은 베토벤의 후원자인 카를 폰 리히놉스키 공작에게 이루어졌다. 리히놉스키는 또한 세 개의 삼중주에 대한 첫 번째의 사적인 초연을 가능하게 했다. 
세 개의 삼중주는 1795년 10월에 리히놉스키 공작이 자금을 조달한 첫 번째 판으로 아르타리아 사를 통해 출판되었다. 이 때 아르타리아 출판사는 세 개의 삼중주를 "작품 번호 1"로 편집하였고, 이전에 동일한 번호로 지정된 "피가로 변주곡"(이후의 WoO 40)을 다운그레이드했다. 베토벤은 출판할 가치가 있는 첫 작품을 삼중주로 보았기 때문에 이 번호를 택했을 가능성이 있다. 그러나 음악학자인 콘라트 퀴에스터는 "작품 번호 1"에 대한 그의 결정이, 자신에게 바쳐진 작품에 관하여 "상징적인 번호"를 원했던 리히놉스키로 거슬러 올라간다고 생각했다.
이 《3번 삼중주》는 일반적으로 다단조의 특징적인 조성으로, "작품 번호 1"의 세 작품 중 가장 성공적인 것으로 간주된다. 또한 그것을 출판하지 말라는 스승 하이든의 충고에도 불구하고, 작곡자 자신이 가장 성취했다고 여겼던 것이기도 하다. 《1번》이나 《2번》과는 달리 이 《3번》의 3악장에는 스케르초가 없고 미뉴에트가 있다.

## 악장 구성
작품은 전 4악장으로 구성되어 있으며, 총 연주 시간은 26분 정도 소요된다.

### 제1악장. 알레그로 콘 브리오
3/4 박자, 다단조, 소나타 형식.
투티로 첫 번째 주제가 제시된다. 제2주제는 내림마장조로 연주된다. 전개부는 제1주제를 내림마단조로 나타내며 시작된다.

### 제2악장. 안단테 칸타빌레 콘 바리아지오니
2/4 박자, 내림마장조.
주제와 다섯 개의 변주. 코다로 구성된다. 주제는 세도막 형식으로 이루어져 있어, 먼저 피아노 독주로 조용히 연주되고, 현을 더해 반복한다. 중간부는 피아노 독주로 연주된다. 

### 제3악장. 미뉴에트. 콰지 알레그로 - 트리오
3/4 박자, 다단조-다장조.
미뉴에트로 되어 있지만, 주제에 무곡적 성격은 별로 없다. 트리오는 다장조이고, 피아노가 고음에서 음계 하행하면 첼로가 주제를 연주한다.

### 제4악장. 피날레. 프레스티시모
2/2 박자, 사장조, 소나타 형식.
격렬한 서주 주제가 연주되고 난 후, 첫 번째 주제가 바이올린으로 제시된다. 제2주제는 내림마장조이다.